# 10196 Akiraarai
10196 Akiraarai è un asteroide della fascia principale. Scoperto nel 1996, presenta un'orbita caratterizzata da un semiasse maggiore pari a 3,200373 UA e da un'eccentricità di 0,138895, inclinata di 2,228660° rispetto all'eclittica.